# Zöldülő csengettyűgomba
A zöldülő csengettyűgomba vagy szürke csengettyűgomba (Pluteus salicinus) a csengettyűgombafélék családjába tartozó, lomberdők korhadt faanyagán termő, kissé pszichoaktív hatású gombafaj.

## Megjelenése
A zöldülő csengettyűgomba kalapjának átmérője 3–7 cm, alakja domború, esetleg kissé púpos. Felülete selymes vagy finoman pikkelykés, széle néha sugarasan bordás lehet. Színe halványszürkés, szürkészöldes vagy szürkésbarnás, gyakran kékes árnyalattal; a közepe sötétebb lehet. A kalap bőre rostos. Húsa fehér, merev; íze és szaga kissé retekszerű, kellemetlen.
Sűrűn álló, tönkhöz nem növő lemezei fiatalon fehérek, később halványrózsaszínek. Spórapora halványrózsaszín. Spórái elliptikus-szférikusak, sima felszínűek, 7-9 x 4,5-6 µm-esek.
Tönkje 4–7 cm magas és 0,5-0,7 cm vastag. Alakja hengeres, néha tövénél kissé gumós. Húsa fehér és kemény, az idős gomba esetében sem üregesedő. Színe fehéres, zöldes vagy kékeszöldes árnyalatú, sokszor finoman szálas. A zöldeskék árnyalat a pszilocibin-tartalom jele.

### Hasonló fajok
Az ehető barna csengettyűgombával lehet összetéveszteni.

## Elterjedése és élőhelye
Európában és Észak-Amerikában honos. Magyarországon ritka. Lomberdőkben honos, ahol főleg bükk, éger, fűz elhalt, korhadó törzsén, tuskóján nő. Májustól októberig terem.
Enyhén mérgező, változó mennyiségben pszichoaktív hatású pszilocibint és pszilocint tartalmaz. 

## Kapcsolódó cikkek

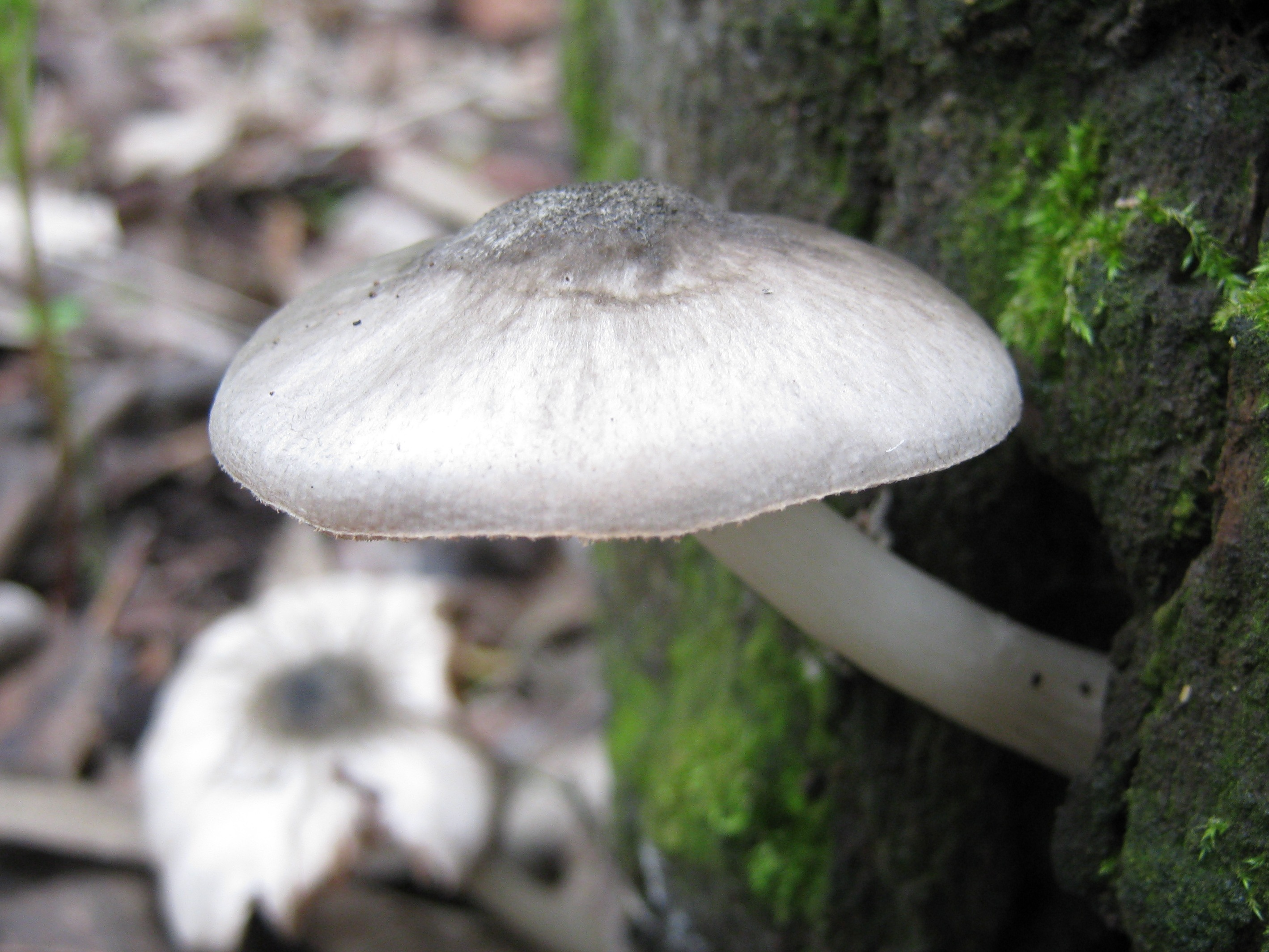
Zöldülő csengettyűgomba
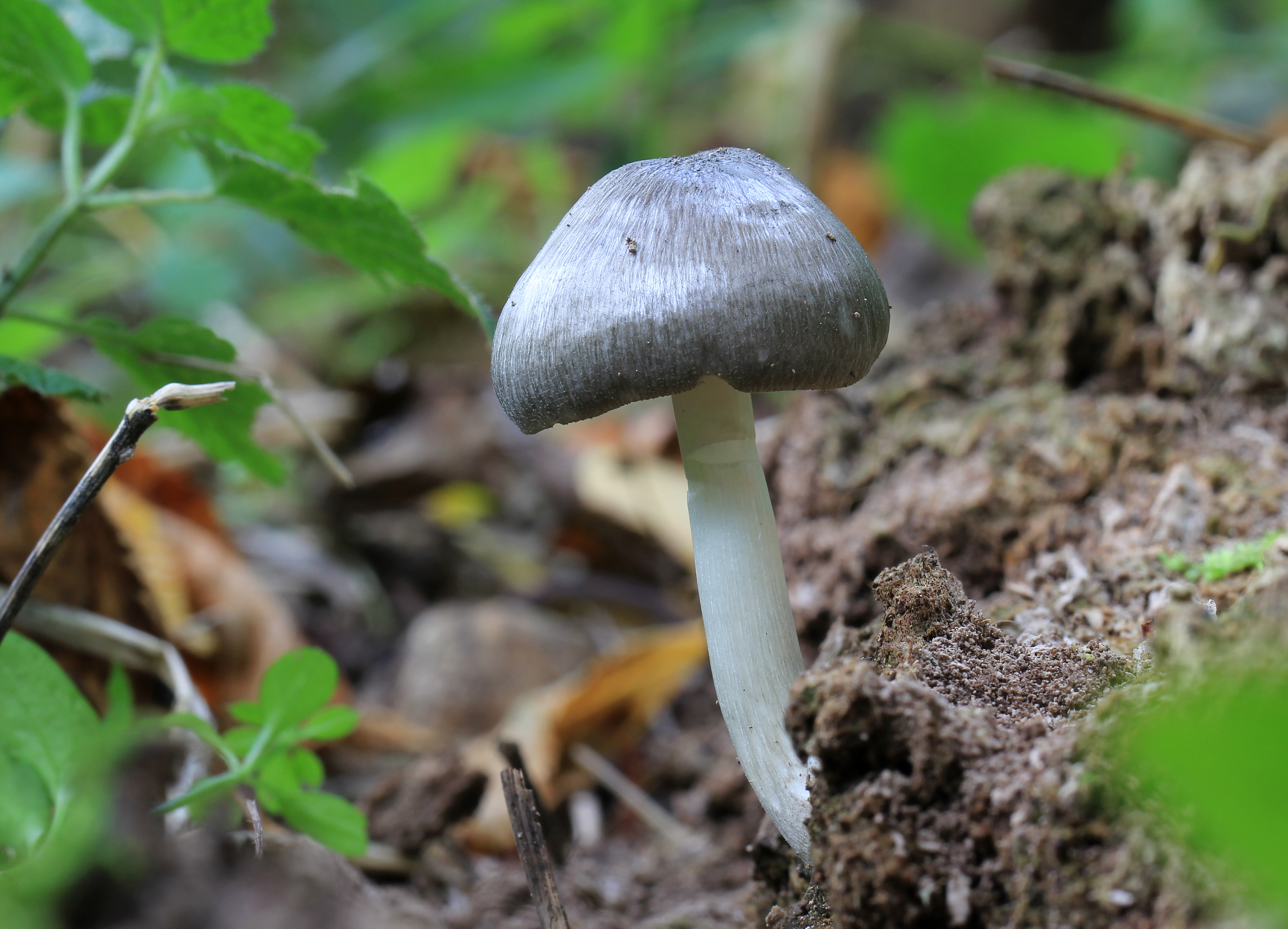
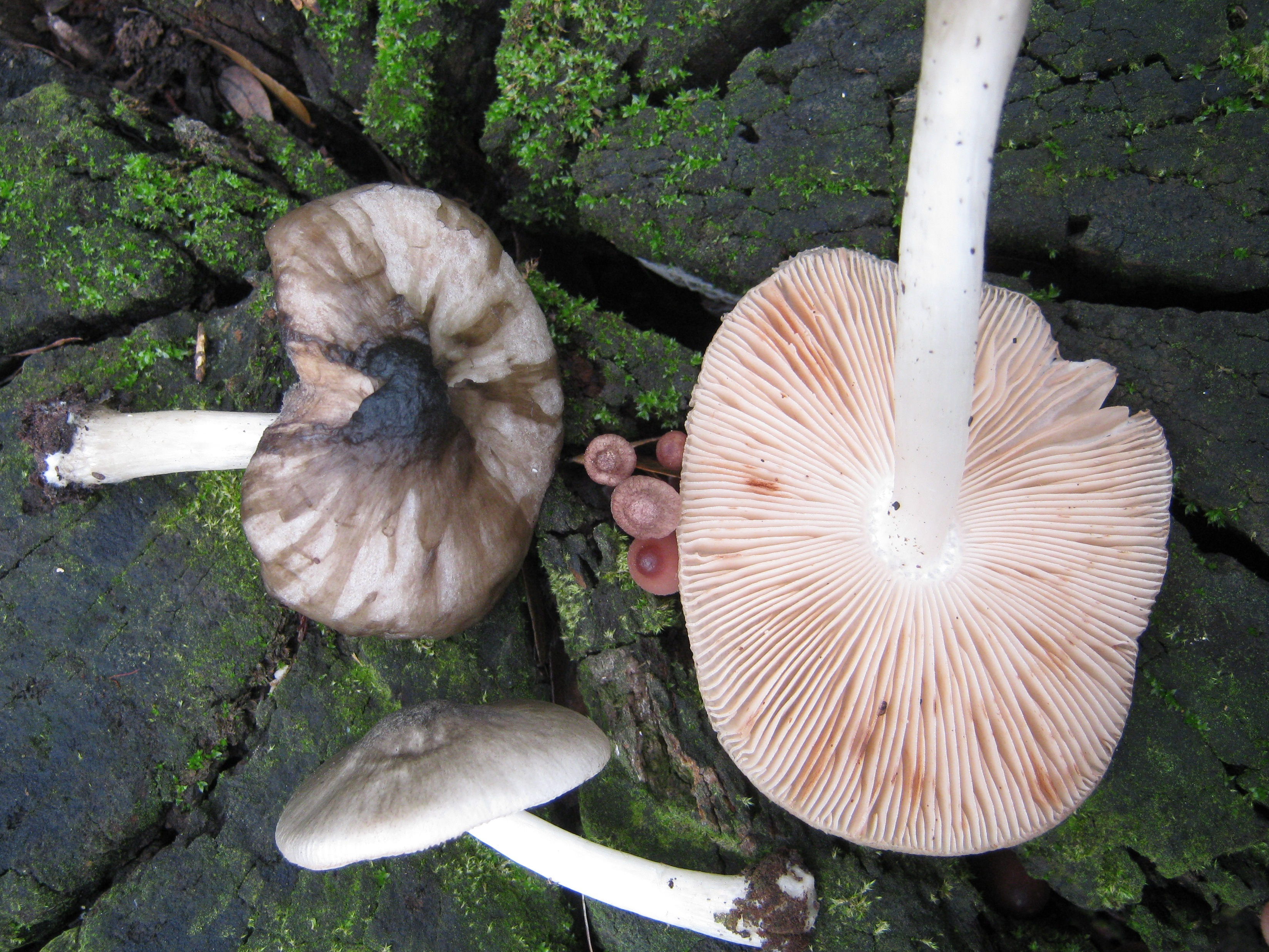
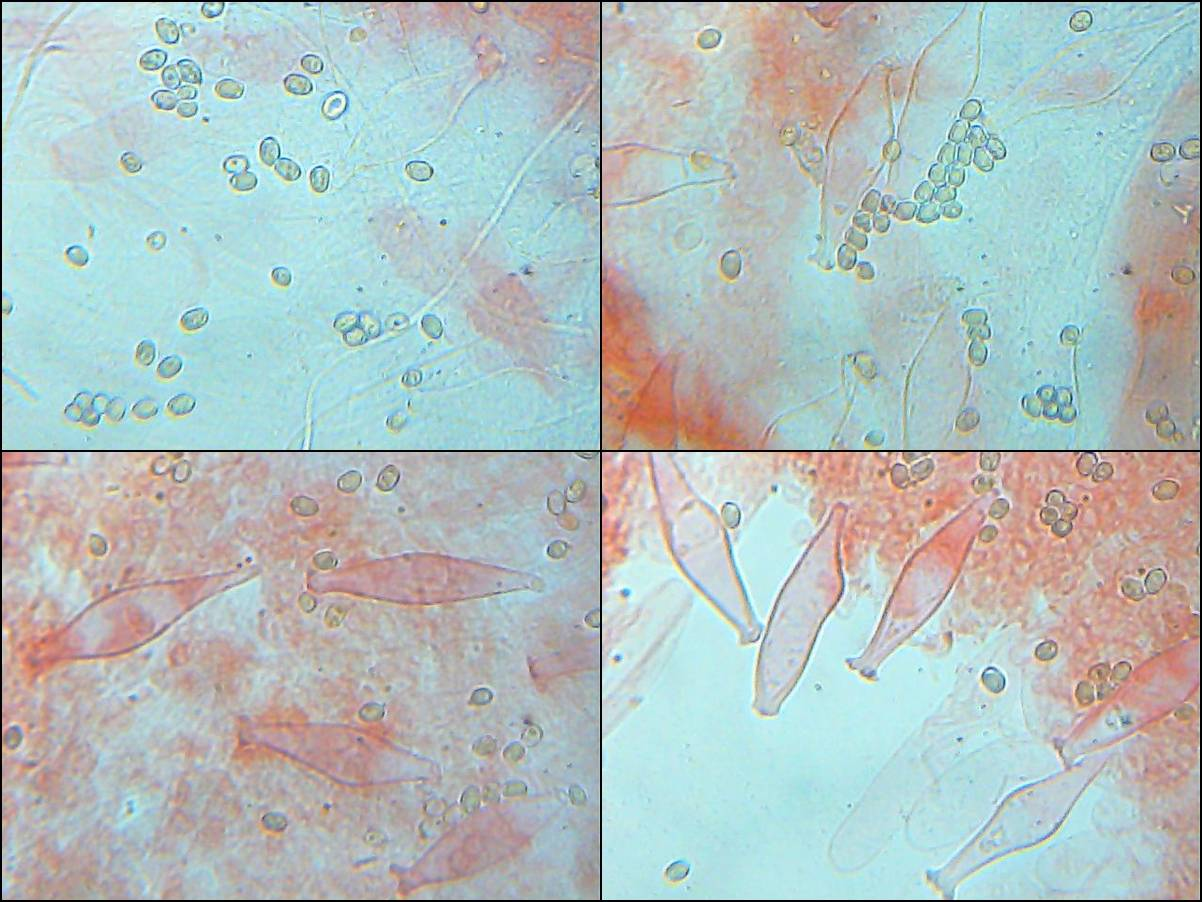
Spórái